# RTL Zvijezde (2. sezona)
Zvijezde 2 predstavlja drugu sezonu hrvatskog pjevačkog show RTL Zvijezde. Show je kreiran prema originalnoj srpskoj verziji talent showa Pinkove zvezde. Druga sezona showa započela s emitiranjem 13. listopada 2018. godine u 21 sat, a završila 21. prosinca 2018. godine.
Show se emitirao na RTL Televiziji. U prvom krugu natjecanja emitirao se subotom u 21 sat, a od drugom krugu petkom i subotom u 20 sati.
Pobjednica druge sezone je Ilma Karahmet.

## Voditeljica i žiri

#### Voditeljica
- Petra Dugandžić - voditeljica emisije u drugoj sezoni

#### Žiri
- Tonči Huljić - predsjednik žirija
- Jacques Houdek
- Nina Badrić
- Petar Grašo
- Andrea Andrassy - glas naroda

## Tijek natjecanja

### Prvi krug
U prvom krugu showa predstavljeno je najboljih 80 kandidata od 2500 prijavljenih koje je peteročlani žiri odabrao u svoje timove. Glasovanje je prikazano kroz podizanjem i spuštanjem stolica na kojima sjedi žiri odnosno mentor, a osoba koje se prva podigla (ili najdulje održala gore) birala je u kojem timu će završiti. Osobi kojoj se niti jedan od članova žirija nije digao ili se digao, ali kasnije su odustali od njenog prolaska dalje, napušta show i ne nastavlja s natjecanjem. Tonči, Jacques, Nina i Petar mentori su i svatko u svojem timu ima 10 kandidata, dok Petar ima 12 zbog pripajanja jednog kandidata "glasa naroda".
| Tim Jacques (11) - Ana Rovišan - Ilma Karahmet - Roko Blažević - Magdalena Brlek - Jurica Jelača - Aida Tokić - Valerija Jacek - Marta Strmečki - Danijel Kranjec - Bruno Banfić Eliminirani prije duela: - Andrea Aužina | Tim Petar (12) - Dinko Kečalović - Hrvoje Krištofić - Dorotea Dumenčić - Erika Crnković - Andrea Radočaj - Jerko Fabić - Regina Roslaniec Bavčević - Marko Košutić - Lorena Bućan - Dijana Zubić - Noa Rupčić - Stephany Domitrović | Tim Nina (12) - Višnja Pevec - Renato Zahirović - Mirna Koprolčec - Leon Rikalo - Marco Cuccurin - Gabrijela Holjevac - Luka Brščić - Gabriela Hrženjak - Slavica Marijan - Mario Grubišić Eliminirani prije duela: - Natalija Zrinski - Danijela Vidas | Tim Tonči (12) - Vanja Jelača - Dario Duvnjak - Marko Katić - Siniša Vidović - Lora Breški - Anamarija Mikulić - Romano Frklić - Martina Barać - Ingrid Zagajski & Mislav Medić - Nikolina Perković Eliminirani prije duela: - Ana Marija Djaković Jeleč |

### Drugi krug - dueli
U drugom krugu showa kandidati unutar tima bore se za svoj prolazak u daljnje natjecanje. Mentor pomaže, uvježbava, ali i spaja kandidata i odabire im pjesmu. Kandidati zajedničkim izvode pjesmu na pozornici, a mentor bira osobu koja će proći u nastavak natjecanja, dok ostali članovi žirija putem tableta informativno glasuju i pomažu mentoru, ako želi čuti njihovo mišljenje nakon komentara.
| Tim Jaques | Tim Jaques                     | Tim Jaques          | Tim Jaques                                                 |
| Duel       | Kandidat 1                     | Kandidat 2          | Originalni izvođač i pjesma                                |
| ---------- | ------------------------------ | ------------------- | ---------------------------------------------------------- |
| 1.         | Ana Rovišan                    | Ilma Karahmet       | Ivana Kindl - Utjeha                                       |
| 2.         | Roko Blažević                  | Magdalena Brlek     | Adele - All I Ask                                          |
| 3.         | Jurica Jelača                  | Aida Tokić          | James Morrison ft. Nelly Furtado - Broken Strings          |
| 4.         | Valerija Jacek                 | Marta Strmečki      | Nina Badrić - Dat' će nam Bog                              |
| 5.         | Danijel Kranjec                | Bruno Banfić        | Massimo Savić i Neno Belan - Zar više nema nas             |
| Tim Petar  |                                |                     |                                                            |
| Duel       | Kandidat 1                     | Kandidat 2          | Originalni izvođač i pjesma                                |
| 1.         | Dinko Kečalović                | Hrvoje Krištofić    | Whitesnake - Here I Go Again                               |
| 2.         | Dorotea Dumenčić               | Erika Crnković      | ET - Ja ti priznajem                                       |
| 3.         | Andrea Radočaj                 | Jerko Fabić         | Dino Dvornik i Josipa Lisac - Rušila sam mostove od sna    |
| 4.         | Regina Roslaniec Bavčević      | Marko Košutić       | Joe Cocker & Jennifer Warnes - Up Where We Belong          |
| 5.         | Lorena Bućan                   | Dijana Zubić        | En Vogue - Don't Let Go                                    |
| 6.         | Noa Rupčić                     | Stephany Domitrović | Parni valjak - Lutka za bal                                |
| Tim Nina   |                                |                     |                                                            |
| Duel       | Kandidat 1                     | Kandidat 2          | Originalni izvođač i pjesma                                |
| 1.         | Višnja Pevec                   | Renato Zahirović    | Amira Medunjanin - Jutros mi je ruža procvjetala           |
| 2.         | Mirna Koprolčec                | Leon Rikalo         | Doris Dragović i Jacques Houdek - Ima nešto u tome         |
| 3.         | Marco Cuccurin                 | Gabrijela Holjevac  | Lady Antebellum - Need You Now                             |
| 4.         | Luka Brščić                    | Gabriela Hrženjak   | Josh Groban & Celine Dion - The Prayer                     |
| 5.         | Slavica Marijan                | Mario Grubišić      | Vesna Pisarović i Giuliano - Bježi od mene                 |
| Tim Tonči  |                                |                     |                                                            |
| Duel       | Kandidat 1                     | Kandidat 2          | Originalni izvođač i pjesma                                |
| 1.         | Vanja Jelača                   | Dario Duvnjak       | Kings of Leon - Use Somebody                               |
| 2.         | Marko Katić                    | Siniša Vidović      | Gibonni i Oliver - Sreća                                   |
| 3.         | Lora Breški                    | Anamarija Mikulić   | Divas - Oprosti mi                                         |
| 4.         | Romano Frklić                  | Martina Barać       | Hari Mata Hari i Nina Badrić - Ne mogu ti reći što je tuga |
| 5.         | Ingrid Zagajski & Mislav Medić | Nikolina Perković   | Eurythmics/Lady Gaga - Sweet Dreams/Just Dance MASHUP      |

### Treći krug
Svih 21 finalist ulazi u treći krug natjecanja u kojem samostalno izvode pjesmu koju odaberu u dogovoru s mentorom. Svake večeri natječe se jedna polovica kandidata, a svega 6 ih prolazi svake večeri. Žiri nakon izvedbe glasuje ocjenama od 1 do 5. Ako kandidat sakupi 23 ili više bodova, automatski prolazi u idući nastavak showa.
| Prva večer - 30. studenog 2018. | Prva večer - 30. studenog 2018.           | Prva večer - 30. studenog 2018. | Prva večer - 30. studenog 2018. | Prva večer - 30. studenog 2018. | Prva večer - 30. studenog 2018. | Prva večer - 30. studenog 2018. | Prva večer - 30. studenog 2018. | Prva večer - 30. studenog 2018. |
| Kandidat                        | Originalni izvođač i pjesma               | Mentor                          | Ocjene žirija                   | Ocjene žirija                   | Ocjene žirija                   | Ocjene žirija                   | Ocjene žirija                   | Ocjene žirija                   |
| Kandidat                        | Originalni izvođač i pjesma               | Mentor                          | Jacques                         | Petar                           | Nina                            | Andrea                          | Tonči                           | Ukupno                          |
| ------------------------------- | ----------------------------------------- | ------------------------------- | ------------------------------- | ------------------------------- | ------------------------------- | ------------------------------- | ------------------------------- | ------------------------------- |
| Andrea Radočaj                  | Svadbas - Treblebass                      | Petar Grašo                     | 1                               | 4                               | 2                               | 2                               | 4                               | 13                              |
| Hrvoje Krištofić                | Parni Valjak - Ljubavna                   | Petar Grašo                     | 4                               | 5                               | 4                               | 5                               | 4                               | 22                              |
| Slavica Marijan                 | Dusty Springfield - Son of a Preacher Man | Nina Badrić                     | 2                               | 3                               | 4                               | 4                               | 4                               | 17                              |
| Gabrijela Holjevac              | Darko Rundek - Ruke                       | Nina Badrić                     | 4                               | 4                               | 4                               | 5                               | 3                               | 20                              |
| Danijel Kranjec                 | Jacques Houdek - Dužna si                 | Jacques Houdek                  | 5                               | 5                               | 5                               | 5                               | 5                               | 25                              |
| Dario Duvnjak                   | Vatra - Tango                             | Tonči Huljić                    | 4                               | 4                               | 2                               | 4                               | 4                               | 18                              |
| Nikolina Perković               | Stijene - Singing that rock'n'roll        | Tonči Huljić                    | 4                               | 4                               | 4                               | 4                               | 4                               | 20                              |
| Renato Zahirović                | Jennifer Hudson - And I'm Telling You     | Nina Badrić                     | 4                               | 5                               | 5                               | 5                               | 5                               | 24                              |
| Jurica Jelača                   | Dino Dvornik - Ja bih preživio            | Jacques Houdek                  | 4                               | 3                               | 2                               | 4                               | 5                               | 18                              |
| Ilma Karahmet                   | Whitney Houston - I Will Always Love You  | Jacques Houdek                  | 5                               | 5                               | 5                               | 5                               | 5                               | 25                              |
| Lorena Bućan                    | Oliver Dragojević - Ti me vodi preko vode | Petar Grašo                     | 5                               | 5                               | 5                               | 5                               | 5                               | 25                              |

U drugoj večeri, više od 6 kandidata ostvarilo je 23 ili više bodova članova žirija čime su svi ostali kandidati koji imaju 22 ili manje bodova eliminirani iz showa. Preostali kandidati ulaze u dodatan krug raspjevavanja 'a capella', a žiri na osnovu tog nastupa bira šest najboljih koji prolaze u TOP 12.

| Druga večer - 1. prosinca 2018. | Druga večer - 1. prosinca 2018.         | Druga večer - 1. prosinca 2018. | Druga večer - 1. prosinca 2018. | Druga večer - 1. prosinca 2018. | Druga večer - 1. prosinca 2018. | Druga večer - 1. prosinca 2018. | Druga večer - 1. prosinca 2018. | Druga večer - 1. prosinca 2018. |
| Kandidat                        | Originalni izvođač i pjesma             | Mentor                          | Ocjene žirija                   | Ocjene žirija                   | Ocjene žirija                   | Ocjene žirija                   | Ocjene žirija                   | Ocjene žirija                   |
| Kandidat                        | Originalni izvođač i pjesma             | Mentor                          | Jacques                         | Petar                           | Nina                            | Andrea                          | Tonči                           | Ukupno                          |
| ------------------------------- | --------------------------------------- | ------------------------------- | ------------------------------- | ------------------------------- | ------------------------------- | ------------------------------- | ------------------------------- | ------------------------------- |
| Dorotea Dumenčić                | Shania Twain - Man! I feel Like a Woman | Petar Grašo                     | 5                               | 5                               | 5                               | 5                               | 4                               | 24                              |
| Noa Rupčić                      | Toto - Hold The Line                    | Petar Grašo                     | 5                               | 5                               | 5                               | 5                               | 5                               | 25                              |
| Anamarija Mikulić               | Antonela Doko - Onaj dan                | Tonči Huljić                    | 4                               | 5                               | 5                               | 5                               | 5                               | 24                              |
| Roko Blažević                   | Donny Hathaway - A Song For You         | Jacques Houdek                  | 5                               | 5                               | 5                               | 5                               | 5                               | 25                              |
| Gabriela Hrženjak               | Beyonce - Why Don't You Love Me         | Nina Badrić                     | 4                               | 5                               | 5                               | 5                               | 5                               | 24                              |
| Siniša Vidović                  | Gibonni - Nisi više moja bol            | Tonči Huljić                    | 5                               | 5                               | 5                               | 5                               | 5                               | 25                              |
| Leon Rikalo                     | The Calling - Wherever You Will Go      | Nina Badrić                     | 3                               | 4                               | 5                               | 4                               | 4                               | 20                              |
| Regina Roslaniec Bavčević       | Donna Summer - No More Tears            | Petar Grašo                     | 4                               | 5                               | 5                               | 5                               | 5                               | 24                              |
| Romano Frklić                   | Toše Proeski - Nesanica                 | Tonči Huljić                    | 4                               | 5                               | 3                               | 5                               | 5                               | 22                              |
| Marta Strmečki                  | Josipa Lisac - Gdje Dunav ljubi nebo    | Jacques Houdek                  | 5                               | 5                               | 5                               | 5                               | 5                               | 25                              |

### Četvrti krug
Četvrti krug natjecanja emitiran je 7.prosinca 2018. godine. Natjecalo se ukupno 12 kandidata koji su se borili za peti krug natjecanja u koji prolazi deset najboljih. Prije ulaska u emisiju, Jacques ima četiri kandidata, Petar i Nina po tri, a Tonči dva kandidata.
Pravila su identična kao u prethodnom krugu: kandidati izvode pjesmu samostalno, a žiri ih ocjenjuje ocjenama od 1 do 5. Ako zbroj ocjena žiri za pojedinog kandidata bude 23 ili više glasova, on automatski prolazi u naredni krug natjecanja. Ako kandidat dobije 22 ili manje glasova, za nastavak natjecanja bori se kroz 'a capella' nastup gdje žiri u konačnici u dogovoru između sebe bira preostale kandidate do ukupno deset najboljih.
| Kandidat           | Originalni izvođač i pjesma                      | Mentor         | Ocjene žirija | Ocjene žirija | Ocjene žirija | Ocjene žirija | Ocjene žirija | Ocjene žirija |
| Kandidat           | Originalni izvođač i pjesma                      | Mentor         | Jacques       | Petar         | Nina          | Andrea        | Tonči         | Ukupno        |
| ------------------ | ------------------------------------------------ | -------------- | ------------- | ------------- | ------------- | ------------- | ------------- | ------------- |
| Noa Rupčić         | Stevie Wonder - Superstition                     | Petar Grašo    | 4             | 5             | 5             | 5             | 4             | 23            |
| Roko Blažević      | Oliver Dragojević - Galeb i ja                   | Jacques Houdek | 5             | 5             | 5             | 5             | 4             | 24            |
| Lorena Bućan       | James Brown - It's A Man's Man's Man's World     | Petar Grašo    | 5             | 5             | 5             | 5             | 5             | 25            |
| Gabriela Hrženjak  | Mariah Carey - O Holy Night                      | Nina Badrić    | 4             | 5             | 5             | 5             | 5             | 24            |
| Gabrijela Holjevac | Zsa Zsa - Pruži mi ruku                          | Nina Badrić    | 3             | 4             | 5             | 4             | 5             | 21            |
| Marta Strmečki     | Tajči - Dvije zvjezdice                          | Jacques Houdek | 5             | 4             | 5             | 5             | 4             | 23            |
| Anamarija Mikulić  | ABBA - Mamma Mia                                 | Tonči Huljić   | 2             | 4             | 4             | 5             | 5             | 20            |
| Ilma Karahmet      | Tereza Kesovija - Moja posljednja i prva ljubavi | Jacques Houdek | 5             | 5             | 5             | 5             | 5             | 25            |
| Danijel Kranjec    | ABBA - Does Your Mother Know                     | Jacques Houdek | 3             | 4             | 4             | 5             | 3             | 19            |
| Siniša Vidović     | Joe Cocker - You Can Leave Your Hat On           | Tonči Huljić   | 4             | 5             | 5             | 5             | 5             | 24            |
| Renato Zahirović   | Wham! - Last Christmas                           | Nina Badrić    | 2             | 4             | 5             | 4             | 3             | 18            |
| Hrvoje Krištofić   | Dino Dvornik - Zasto pravis slona od mene        | Petar Grašo    | 4             | 4             | 4             | 5             | 4             | 21            |

### Peti krug
Peti krug natjecanja emitirao se u petak 14. prosinca. U petom krugu nastupilo je ukupno 10 kandidata, od toga četiri iz tima Jacques te po dva iz timova Petra, Nine i Tončija, a tri kandidata napuštaju emisiju.
| Kandidat          | Originalni izvođač i pjesma          | Mentor         | Ocjene žirija | Ocjene žirija | Ocjene žirija | Ocjene žirija | Ocjene žirija | Ocjene žirija |
| Kandidat          | Originalni izvođač i pjesma          | Mentor         | Jacques       | Petar         | Nina          | Andrea        | Tonči         | Ukupno        |
| ----------------- | ------------------------------------ | -------------- | ------------- | ------------- | ------------- | ------------- | ------------- | ------------- |
| Lorena Bućan      | Radojka Šverko - Ništa novo          | Petar Grašo    | 5             | 5             | 5             | 5             | 5             | 25            |
| Danijel Kranjec   | Bon Jovi - Bed Of Roses              | Jacques Houdek | 5             | 5             | 5             | 5             | 5             | 25            |
| Marta Strmečki    | Gabi Novak - Prvi snijeg             | Jacques Houdek | 5             | 5             | 5             | 5             | 5             | 25            |
| Siniša Vidović    | Oliver Dragojević - Gdje to piše     | Tonči Huljić   | 5             | 5             | 5             | 5             | 5             | 25            |
| Noa Rupčić        | Opća opasnost - Jednom kad noć       | Petar Grašo    | 5             | 5             | 5             | 5             | 5             | 25            |
| Gabriela Hrženjak | Whitney Houston - Queen Of THe Night | Nina Badrić    | 3             | 4             | 5             | 5             | 5             | 22            |
| Renato Zahirović  | Toše Proeski - Zajdi zajdi           | Nina Badrić    | 5             | 5             | 5             | 5             | 5             | 25            |
| Ilma Karahmet     | Magazin - Kako sam te voljela        | Jacques Houdek | 5             | 5             | 5             | 5             | 5             | 25            |
| Anamarija Mikulić | Postmodern Jukebox - Creep           | Tonči Huljić   | 5             | 5             | 5             | 5             | 5             | 25            |
| Roko Blažević     | ABBA - The Winner Takes It All       | Jacques Houdek | 5             | 5             | 5             | 5             | 5             | 25            |

### Šesti krug - polufinale
Šesti krug ujedno predstavlja i polufinalnu epizodu. Epizoda je emitirana u subotu 15. prosinca 2018. godine. Nastupilo je sedam kandidata, a njih pet nastavilo je natjecanje. U šestom krugu natjecatelji izvode dvije pjesme. Prvu samostalno gdje je maksimalni broj bodova 25, a zatim s mentorom gdje ih ostatak žirija (osim mentora) ocjenjuje uz maksimalnu sumu od 20 bodova. Za ulazak u raspjevavanje, odnosno 'a capella' nastup, potrebno je 40 bodova.
| Kandidat          | Originalni izvođač i pjesma                                    | Mentor         | Ocjene žirija | Ocjene žirija | Ocjene žirija | Ocjene žirija | Ocjene žirija | Ocjene žirija | Ukupno |
| Kandidat          | Originalni izvođač i pjesma                                    | Mentor         | Jacques       | Petar         | Nina          | Andrea        | Tonči         | Ukupno        | Ukupno |
| ----------------- | -------------------------------------------------------------- | -------------- | ------------- | ------------- | ------------- | ------------- | ------------- | ------------- | ------ |
| Ilma Karahmet     | Celine Dion - Power Of Love                                    | Jacques Houdek | 5             | 5             | 5             | 5             | 5             | 25            | 45     |
| Ilma Karahmet     | Jacques Houdek i Ivana Kindl - Kao kazna Božja                 | Jacques Houdek | -             | 5             | 5             | 5             | 5             | 20            | 45     |
| Renato Zahirović  | Goran Bregović - Ederlezi                                      | Nina Badrić    | 5             | 5             | 5             | 5             | 5             | 25            | 45     |
| Renato Zahirović  | Dino Merlin i Nina Badrić - Ti si mene                         | Nina Badrić    | 5             | 5             | -             | 5             | 5             | 20            | 45     |
| Lorena Bućan      | Sade - Pearls                                                  | Petar Grašo    | 5             | 5             | 5             | 5             | 5             | 25            | 45     |
| Lorena Bućan      | Doris Dragović i Mladen Bodalec - Baklje ivanjske              | Petar Grašo    | 5             | -             | 5             | 5             | 5             | 20            | 45     |
| Roko Blažević     | Leonard Cohen - Hallelujah                                     | Jacques Houdek | 5             | 5             | 5             | 5             | 5             | 25            | 45     |
| Roko Blažević     | Jacques Houdek i Toni Cetinski - Tugo moja                     | Jacques Houdek | -             | 5             | 5             | 5             | 5             | 20            | 45     |
| Siniša Vidović    | Calum Scott - You Are The Reason                               | Tonči Huljić   | 5             | 5             | 5             | 5             | 5             | 25            | 45     |
| Siniša Vidović    | Tonči Huljić & Madra Badessa band ft. Neno Belan - Žaj mi je   | Tonči Huljić   | 5             | 5             | 5             | 5             | -             | 20            | 45     |
| Noa Rupčić        | Aerosmith - Dream On                                           | Petar Grašo    | 5             | 5             | 5             | 5             | 5             | 25            | 45     |
| Noa Rupčić        | Petar Grašo - Ko nam brani                                     | Petar Grašo    | 5             | -             | 5             | 5             | 5             | 20            | 45     |
| Anamarija Mikulić | Oliver Dragojević - Ključ života                               | Tonči Huljić   | 3             | 4             | 4             | 5             | 5             | 21            | 40     |
| Anamarija Mikulić | Tonči Huljić & Madra Badessa band ft. Petar Grašo - Providenca | Tonči Huljić   | 5             | 5             | 4             | 5             | -             | 19            | 40     |

### Sedmi krug - finale
Finalna, ujedno i posljednja epizoda emitirana je u petak, 21. prosinca 2018. od 20 sati. U finalnoj epizodi sudjelovalo je pet najboljih kandidata po izboru žirija: Ilma, Renato, Lorena, Roko i Noa.
Pobjednica druge sezone je Ilma Karahmet, mentora Jacquesa Houdeka.

## Službena stranica i društvene mreže
- Službena stranica  Arhivirana inačica izvorne stranice od 25. studenoga 2018. (Wayback Machine)
- Videoarhiva emisija  Arhivirana inačica izvorne stranice od 25. studenoga 2018. (Wayback Machine)
- Službena Facebook stranica